# Конары (Малопольское воеводство)

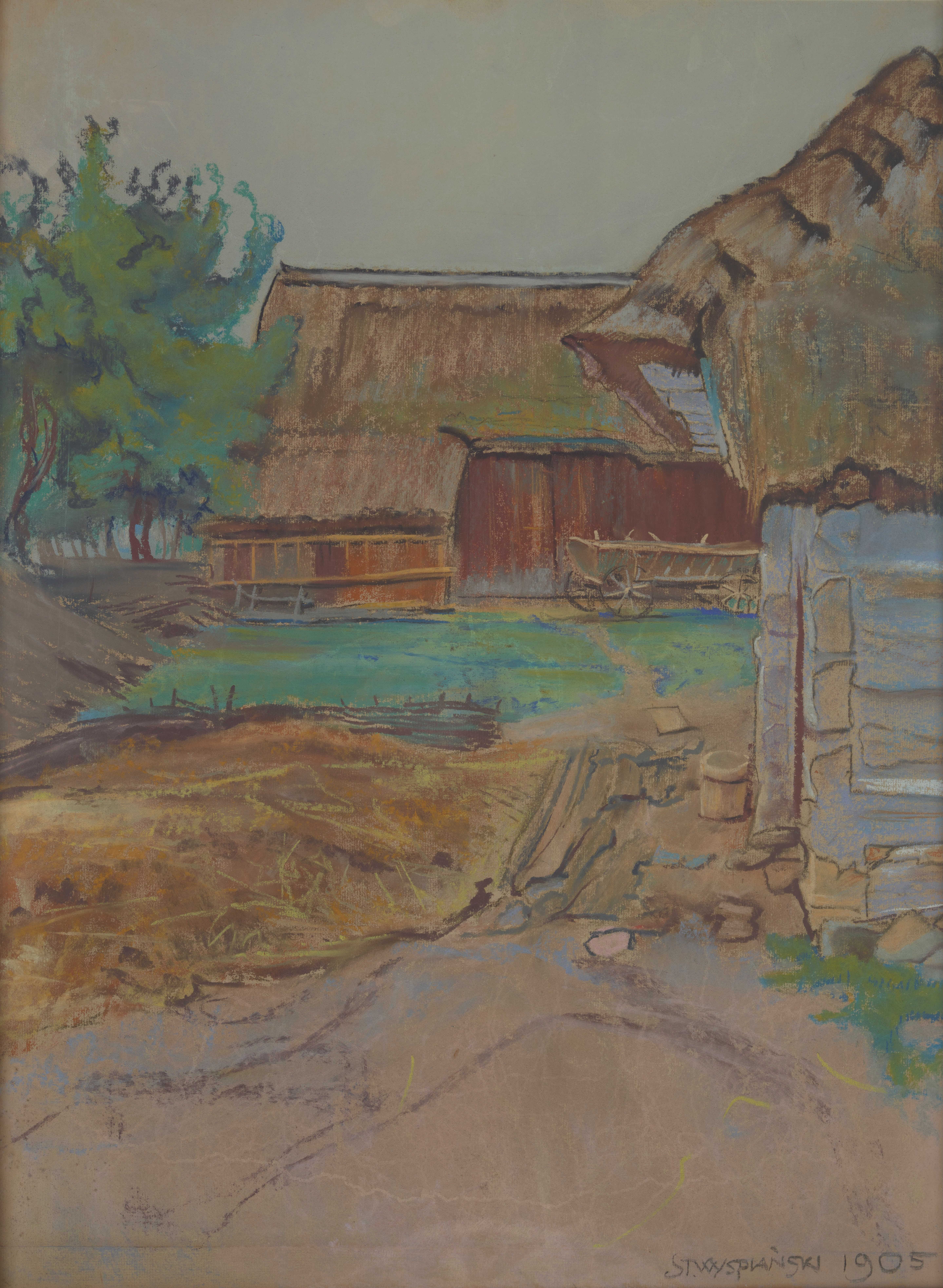
Картина Станислава Выспянского «Крестьянский двор в Канарах»

Кона́ры (пол. Konary) — село в Польше в сельской гмине Могиляны Краковского повета Малопольского воеводства.

## География
Село располагается в 14 км от административного центра воеводства города Краков. В селе находится конечная остановка автобусного маршрута № 265, следующего из краковского района Сальватор.
В 1975—1998 годах село входило в состав Краковского воеводства.

## Население
По состоянию на 2013 год в селе проживало 1091 человек.
| 2010 | 2013 |
| ---- | ---- |
| 1031 | 1091 |

| Перепись  | Всего   | Всего | Женщины | Женщины | Мужчины | Мужчины |
| --------- | ------- | ----- | ------- | ------- | ------- | ------- |
| Единицы   | человек | %     | человек | %       | человек | %       |
| Население | 1091    | 100   | 527     |         | 564     |         |

## Достопримечательности
- Усадьба в Канарах — памятник культуры Малопольского воеводства[3].